# Zenarchopterus xiphophorus
Zenarchopterus xiphophorus is een straalvinnige vissensoort uit de familie van de halfsnavelbekken (Hemiramphidae). De wetenschappelijke naam van de soort is voor het eerst geldig gepubliceerd in 1934 door Mohr.